# Лесогорское (озеро)
Лесого́рское (Яск-ярви; фин. Jääskijärvi) — озеро в левобережье верхнего течения Вуоксы на Карельском перешейке. Располагается на территории Выборгского района Ленинградской области России. Исток Давыдовки (Литтулы).
Озеро расположено в 3 км на северо-восток от посёлка Лесогорский. В озеро впадают протоки из Ясного озера (связанного протоками с озёрами Ворошиловским и Лебединым) и Александровского озера (связанного протоками с озёрами Новинским, Обходным и Большой Ряской). Вытекает из Лесогорского река Давыдовка, связывающая его с Вуоксой.
Код водного объекта в государственном водном реестре — 01040300211102000011939.